# Michael Conforto
Michael Thomas Conforto (ur. 1 marca 1993) – amerykański baseballista występujący na pozycji lewozapolowego w New York Mets.

## Przebieg kariery
Conforto studiował na Oregon State University, gdzie w latach 2012–2014 grał w drużynie uniwersyteckiej Oregon State Beavers. Podczas pierwszego roku studiów ustanowił rekord uczelni zaliczając w jednym sezonie 76 RBI. W maju 2012 został powołany do uczelnianej kadry Stanów Zjednoczonych.
W czerwcu 2014 został wybrany w pierwszej rundzie draftu z numerem dziesiątym przez New York Mets i początkowo grał w klubach farmerskich tego zespołu, między innymi w Binghamton Mets, reprezentującym poziom Double-A. W Major League Baseball zadebiutował 24 lipca 2015 w meczu przeciwko Los Angeles Dodgers. Dzień później w meczu z Dodgers zaliczył 4 uderzenia (w tym dwa double) na 4 podejścia. 3 sierpnia 2015 w spotkaniu z Miami Marlins zdobył trzypunktowego home runa, będącego jego pierwszym w MLB.
W lipcu 2017 po raz pierwszy w karierze wystąpił w Meczu Gwiazd.

## Nagrody i wyróżnienia
| Nagroda/wyróżnienie | Lata | Źródło |
| All-Star            | 2017 | [ 8 ]  |